# 오병용
오병용(吳秉鎔, 1881년 7월 8일 ~ 1968년 5월 20일)은 일제강점기의 독립운동가이다.

## 별칭
호(號)는 둔남(屯南)이며 황해도 황주 지방 망명 시절 오상지(吳湘芝)라는 가명을 잠시 사용하였다.

## 생애

### 일생
전라북도 임실(任實)에서 출생한 그는 1902년에서 1909년까지 대한제국 하급 관료 1919년 3월 23일 전라북도 임실군 둔남면 오수리(全羅北道 任實郡 屯南面 獒樹里) 장날을 이용하여, 이기송(李起松)·이만의(李萬儀) 등과 함께 대한 독립 만세 운동을 주동하였다.
이 시절 전라북도 임실주재소에서 한국인 순사보 고택기(高宅基)가 출동하여 주동자인 이기송을 강제로 체포하여 주재소로 강제 연행하였다. 이에 항의한 그는 이만의·이병렬(李秉烈)·김일봉(金一奉) 등 8백여명의 시위군중과 함께 주재소로 달려가 이기송의 석방을 강력히 요구하였다. 겁에 질린 일본인 순사 무라이(村井)가 이기송을 석방하자 그는 다시 시장으로 돌아와서 2천여명으로 늘어난 시위군중들과 일본인이 경영하는 상점을 파괴하며 격렬한 시위를 벌이고 면사무소로 시위행진하였다.
전라북도 임실군 둔남면사무소에 도착하여 그곳에서 면장·면서기들에게 독립만세를 외치게 하고 주재소로 향하였다. 주재소에 도착하여 유치장 문을 부수고 김영필(金永弼) 등 구금된 사람들을 석방시켰다. 이때 순사보 고택기가 총을 겨누며 위협하자, 그의 총을 빼앗고 경종대(警鐘臺) 아래로 끌고 나와 독립만세를 외칠 것을 요구하며 구타하였다. 그러나 이날 저녁 남원(南原) 헌병분대와 임실경찰서에서 응원 출동한 일군경들의 무차별 사격으로 많은 사상자를 낸 채 해산하였다. 이후 그는 일제의 검속 처분 조치 때 체포되어, 이해 9월 30일 경상북도 대구(大邱)복심법원에서 소위 보안법 위반 혐의로 징역 3년형을 받고 옥고를 치렀으며 1922년에 만기출감하였다.
그 후 1923년에서 1925년까지 경기도 양주 지방과 황해도 황주 지방과 평안남도 순천 지방과 평안북도 초산 지방에서 소작농 일을 하였으며 1925년에서 1936년까지 국민정부 시대 중화민국 대륙 본토에서 한국독립당 혁신촉진위원 등으로 대한 독립 운동에 투신하였다.
1936년 조선국 고국 땅에 귀국하였으며 1945년 경기도 시흥에서 조선 광복을 목도하였다.

### 사후
그의 사후 대한민국 정부에서는 고인의 공훈을 기리고자 1963년에 대한민국 대통령 표창장을 1990년에 대한민국 건국훈장 애족장을 수여하였다.